# Maeotias
Genre
Maeotias est un genre de limnoméduses (hydrozoaires) de la famille des Olindiidae.

## Liste d'espèces
Selon World Register of Marine Species (10 février 2019) :
- Maeotias marginata (Modeer, 1791)

## Publication originale
- Ostroumoff, 1896 : аучные результаты экспедищи "Атманая" [Résultats scientifiques de I'expédition d'Atmanai]. Bulletin de l'Académie impériale des sciences de Saint-Pétersbourg, sér. 5, vol. 4, n. 4, pp. 389-408 (texte intégral) (ru).